# The Games Machine
A The Games Machine egy videójátékokkal foglalkozó magazin volt, amit a Newsfield; a CRASH, a Zzap!64 és Amtix! kiadója jelentetett meg 1987 és 1990 között.

## Története
Az újság riválisai a Future ACE magazinja és az EMAP C&VG magazinja. Az alacsony profit miatt a Newsfield 1990-ben megszüntette a lapot, helyette megalapította a Raze-t, ami a Mega Drive, a NES és a Master System konzolokkal foglalkozott.

## Az olaszThe Games Machine
Olaszországban is kiadták a brit lap olasz nyelvre lefordított változatát. A brit lap megszűnése után az olasz továbbra is megjelent saját cikkekkel és mára Olaszország egyik legnagyobb példányszámban fogyó személyi számítógépekkel foglalkozó magazinja lett.

## Külső hivatkozások
- Az olasz The Games Machine hivatalos weboldala (olaszul)